# Greta Masserano
Greta Masserano (Turín, 16 de diciembre de 1994) es una deportista italiana que compitió en remo. Ganó una medalla de bronce en el Campeonato Mundial de Remo de 2013, en la prueba de cuatro scull ligero.

## Palmarés internacional
| Campeonato Mundial | Campeonato Mundial      | Campeonato Mundial | Campeonato Mundial  |
| Año                | Lugar                   | Medalla            | Prueba              |
| ------------------ | ----------------------- | ------------------ | ------------------- |
| 2013               | Chungju (Corea del Sur) | Medalla de bronce  | Cuatro scull ligero |